# Ibrahim ibn Sajjar an-Nazzam
Ibrahim ibn Sajjar an-Nazzam (775–846) – bagdadzki religioznawca i badacz filozofii starogreckiej.
Zajmował się problematyką mutazylicką, tj. atrybutami Boga, jego sprawiedliwością oraz wolnością woli człowieka.